# South African Astronomical Observatory
Il South African Astronomical Observatory (SAAO) è un osservatorio astronomico situato in Sudafrica. Si trova nella Provincia del Capo Settentrionale circa 300 km a nord di Città del Capo, dove si trova la sede dell'osservatorio. L'osservatorio è gestito dalla National Research Foundation of South Africa.
Ha diversi piccoli telescopi utilizzati principalmente per la fotometria, un telescopio di 1,9 m di diametro e il nuovo telescopio da 11 m, il Southern African Large Telescope (SALT), copia migliorata del telescopio Hobby-Eberly dell'Osservatorio McDonald.
Presso la sede a Città del Capo sono presenti il McClean telescope da 61 cm e il PED, un radiotelescopio dedicato all'interferometria, mentre la maggior parte dei telescopi è nei pressi di Sutherland. Il SALT, inaugurato nel 2005, con uno specchio del diametro di 11 m è il più grande telescopio dell'emisfero australe esistente.

## Storia
Lo Union Observatory di Johannesburg venne riunito con il molto più antico Osservatorio Reale del Capo di Buona Speranza nel gennaio 1972 per formare il "South African Astronomical Observatory": l'operazione era il risultato di un accordo fra il Council for Scientific and Industrial Research (CSIR) del Sudafrica e il Science and Engineering Research Council (SERC) del Regno Unito. La sede della nuova istituzione è stata posta nell'edificio principale del vecchio Osservatorio Reale, dove sono stati sistemati gli uffici, la biblioteca e il centro di calcolo. I telescopi storici sono anch'essi nella sede, alloggiati in un certo numero di cupole, mentre un piccolo museo espone i vecchi strumenti scientifici. Oggi il South African Astronomical Observatory è gestito dalla National Research Foundation (NRF).